# Adenanthera
Adenanthera es un género de planta perteneciente a la familia de las fabáceas.  Comprende 30 especies descritas y de estas, solo 12 aceptadas.

## Descripción
Son   árboles con hojas bipinnadas. Con muchos foliolos emparejados, pequeños. Inflorescencia axilar, solitarias o en ocasiones se combina en racimo espiciforme. Flores pequeñas, de color blanco o amarillento, generalmente bisexuales. Sépalos 5, connados, acampanados. Pétalos 5, casi distintos o connados en la base, valvados, lanceolados. Estambres 10, igualando o ligeramente más largos que los pétalos, anteras glandulares en el ápice. El fruto lineal, comprimido, encorvado o curvado o retorcido en espiral, dehiscente longitudinalmente en 2 válvas coriáceas o subcoriáceas. Semillas pequeñas, gruesas, duras, de color rojo o rojo y negro.

## Taxonomía
El género fue descrito por Carlos Linneo  y publicado en Species Plantarum 1: 384. 1753. La especie tipo es: Adenanthera pavonina L. 

## Especies aceptadas
A continuación se brinda un listado de las especies del género Adenanthera aceptadas hasta agosto de 2012, ordenadas alfabéticamente. Para cada una se indica el nombre binomial seguido del autor, abreviado según las convenciones y usos.
- Adenanthera abrosperma F.Muell.
- Adenanthera aglaosperma Alston
- Adenanthera borneensis Prain
- Adenanthera forbesii Gagnep.
- Adenanthera intermedia Merr.
- Adenanthera kostermansii I.C.Nielsen
- Adenanthera malayana Kosterm.
- Adenanthera mantaroa Villiers
- Adenanthera marina I.C.Nielsen
- Adenanthera microsperma Teijsm. & Binn.
- Adenanthera novo-guineensis Baker f.
- Adenanthera pavonina L.